# Lazarivka, Mena
Lazarivka (în ucraineană Лазарівка) este un sat în comuna Stolne din raionul Mena, regiunea Cernihiv, Ucraina.

## Demografie
Componența lingvistică a localității Lazarivka
     Ucraineană (92,31%)
     Rusă (7,69%)
Conform recensământului din 2001, majoritatea populației localității Lazarivka era vorbitoare de ucraineană (92,31%), existând în minoritate și vorbitori de rusă (7,69%).